# Slap a Ham Records
Slap a Ham Records va ser un segell discogràfic independent de San Francisco propietat i gestionat pel baixista del grup Spazz, Chris Dodge. És considerat un actor influent dins de l'escena hardcore punk de Califòrnia durant les dècades del 1980 i 1990, ja que va publicar treballs discogràfics de grups com Crossed Out, Man Is the Bastard, Hellnation i Capitalist Casualties, entre d'altres. A més, va tenir un paper important en el desenvolupament del powerviolence, un estil dissonant del hardcore amb similituds amb el grindcore i el thrashcore. Slap a Ham Records va tancar oficialment el 2002.